# Selenocosmia subvulpina
Selenocosmia subvulpina là một loài nhện trong họ Theraphosidae.
Loài này thuộc chi Selenocosmia. Selenocosmia subvulpina được Embrik Strand miêu tả năm 1907.